# 給水設備
給水設備（きゅうすいせつび）とは、建築物や車両・船舶などに生活・業務に必要な水を供給するための設備である。上水道・中水道・工業用水道から受水したり敷地内の井戸から汲み上げた水を、必要とされる箇所に必要な水質で供給するため、適切な設計・施工・維持管理が必要である。

## 「給水」の範囲
上水道における、止水栓から給水栓に至るまでの経路を給水と呼ぶ。

## 給水方式

### 直結直圧式（直結式）
直結直圧式は、水道本管の圧力によって直接供給するものである。概ね、2階建て以下（地域によっては5階程度まで可能）の建築物に用いられる。管理の手間が少ない。一般的に戸建住宅ではこの方式が用いられている。

### 直結増圧式（直結式）
直結増圧式は、水道本管から引き込まれた給水管に指定された増圧給水装置（増圧ポンプ）を直結し、給水管内の水圧を増圧して供給するものである。後述の受水槽方式と比較すると、水槽がなく、管理の手間が少なく、衛生面でもメリットが大きい。ただし、水道管の強度等、インフラが整っていない地域では使用することができない。

近年、受水槽方式に変わり多くの地域で普及が推進されている。
- 停電時には増圧給水装置が稼働できなくなり、増圧によって給水している上層階は断水する。

### 高置水槽方式（受水槽方式）

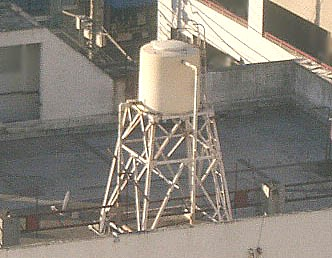
建物の屋上に設置された高置水槽

高置水槽方式は、必要とされる圧力を得るため、給水の箇所よりも高い位置の水槽にポンプで揚水し、重力で給水するものである。
圧力タンク方式・圧力タンクなし加圧ポンプ方式と比較して、つぎの点が利点である。
- 断水・停電時でも、タンクに貯留された水の利用が可能。また、災害対応のため配管破損時用の緊急遮断弁の設置が推奨されている。ただし、長時間停電で貯水量を使い切ると断水するので、停電時でも断水しない直結方式との比較では優位とはいえなくなる。
- 必要な動力が少なく省エネルギーである。
- ポンプの発停回数が少なく長寿命である。
- 圧力変動が小さい。

欠点
- 定期的な水槽清掃と水質検査が必要である。
- 設置面積が大きく、高所に重量物を設置するための構造上の配慮が必要である。
- タンクの保有水量が適切でないと、貯留時間が長くなりすぎ水質が悪化する場合がある。使用水量の変動が激しい場合は、水槽の保有水量を適切に変更しなければならない。
- 日光の透過により藻や苔の発生する恐れがあり、水槽本体に劣化が生じる恐れがあるため、定期的な補修が必要となる場合がある。

### 高架水槽
高さによって一定の水頭圧をもたせで水を安定供給する貯蔵タンク。施設的にも大きく、場合によってはランドマーク的役割にもなる。

### 圧力タンク方式（受水槽方式）
圧力タンク方式は、気体を封入した逆止弁付き圧力タンクにポンプで水を供給し圧力を高めるものである。
圧力タンクなし加圧ポンプ方式と比較して、つぎの点が利点である。
- 停電時も圧力タンク内の圧力が低下するまで一定時間の給水が可能である。

欠点
- 圧力タンク内の気体封入ベローズの保守が煩雑である。
- 圧力変動が大きい。

### 圧力タンクなし加圧ポンプ方式（受水槽方式）
一般に受水槽方式といえば、本方式を指し、他の方式を受水槽方式と呼ぶことはあまりない。

圧力タンクなし加圧ポンプ方式は、ポンプの台数制御・回転数制御を行い一定の圧力で加圧供給するものである。
- 停電時には供給不能となる。
- 加圧ポンプが故障すると、即断水になるため、日頃のメンテナンスが重要。

## 設計法
給水設備の設計においては、受水槽等の水槽容量・仕様の決定、ポンプ等の能力・仕様の決定、配管サイズの決定がなされる。

### 受水槽容量
受水槽容量は、建物で使用する1日当たりの水量から決定され、一般的には日使用水量の4/10～6/10を受水槽容量とする。

材質には、FRP製、ステンレス製、木製などがあり、一般的にはFRPが用いられる。FRP製には、単板と複合板がある。

### ポンプの仕様
給水ポンプの能力は、対象系統の瞬間最大流量[L/min]と全揚程で決定される。

近年は、推定末端圧一定制御型のポンプが主流である。

### 配管サイズ
給水配管のサイズは、対象系統の瞬間最大流量[L/min]で決定される。空気調和・衛生工学会の設計基準では配管内の流速が2.0[m/sec]以下になるよう推奨されている。
瞬間最大流量[L/min]の計算法は、いくつかあるが最も汎用的で計算の簡易な給水器具負荷計算法(Hunter法)が用いられることが多い。

## 船舶・車両の給水設備
船舶・車両の給水設備には、次のような特徴がある。
- 移動するものであるので、配管での供給が不可能でタンクでの貯留が必要である。
- 小型化・軽量化が重要である。
- 姿勢変化・振動への対応が必要である。